# Pierre V (roi de Portugal)
Pour les articles homonymes, voir Pierre de Portugal et Pierre V.
Pierre V de Portugal (en portugais Pedro V de Alcántara Maria Fernando Miguel Rafael Gabriel Gonzaga Xavier João António Leopoldo Victor Francisco de Assis Júlio Amélio de Saxe-Coburgo-Gotha e Bragança), infant de Portugal, prince de Saxe-Cobourg et Gotha, duc de Saxe, est le fils aîné de la reine Marie II de Portugal et de son époux le roi jure uxoris Ferdinand II. Il est né le 16 septembre 1837 à Lisbonne où il est mort le 11 novembre 1861. Il règne sur le Portugal du 15 novembre 1853 à sa mort. 
Pendant son court règne, Pierre V de Portugal s'applique à moderniser et à pacifier son royaume. Sur le plan politique, une alternance entre le Parti régénérateur et le Parti historique permet l'expression d'opinions diverses et assure un équilibre des forces. Au point de vue international, un conflit, éteint diplomatiquement, oppose le Portugal, puissance maritime et coloniale, avec la France, tandis que le roi conclut des contrats de navigation et de commerce avec des pays tels que le Siam. Sa politique est soutenue par la Grande-Bretagne dont le roi est apparenté à la famille royale.

## Biographie

### Environnement familial et éducation

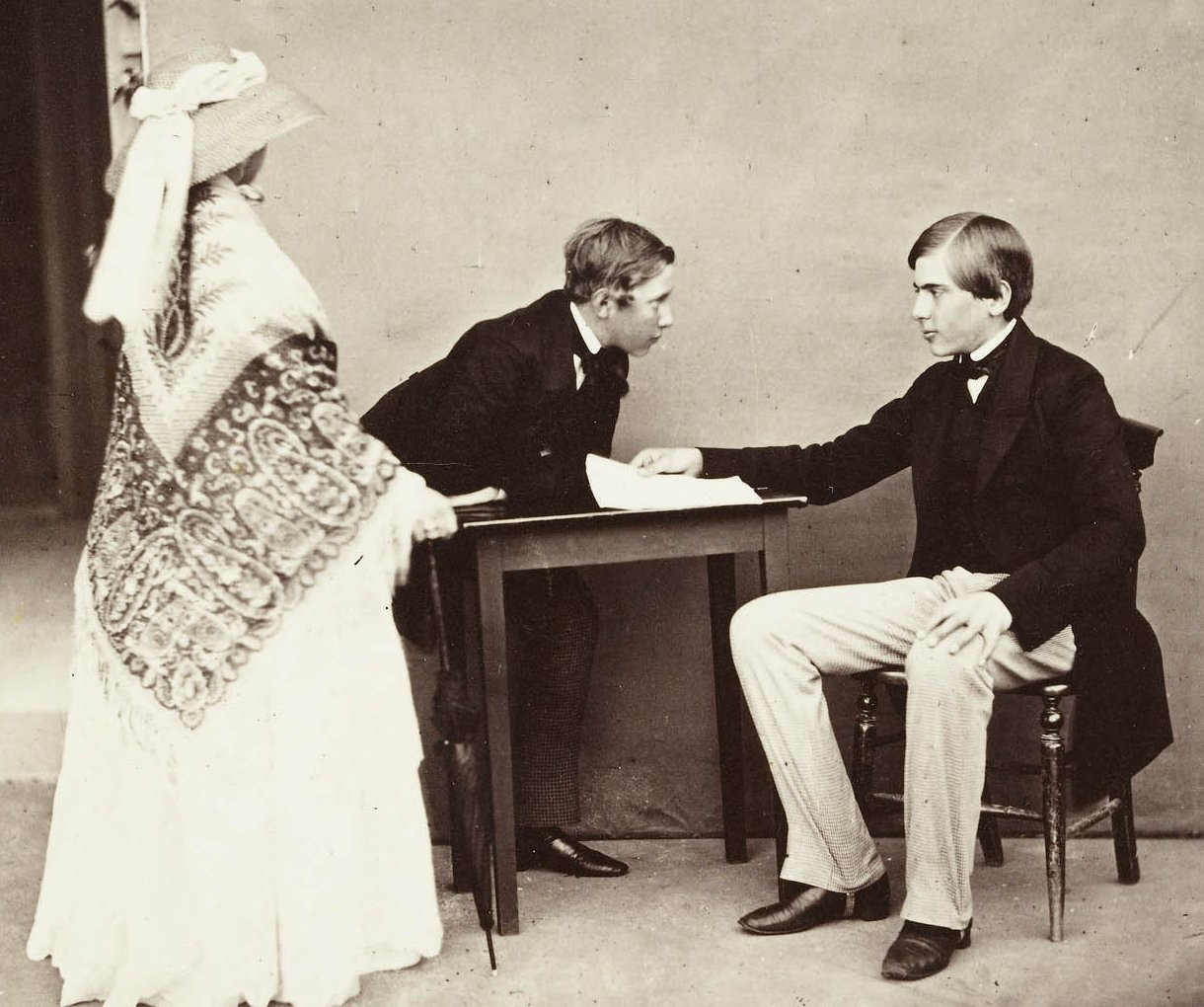
La reine Victoria, Louis de Portugal et Pierre V à Osborne le 8 septembre 1854 par Ernst Becker.

Fils aîné de Marie II de Portugal et de Ferdinand II de Portugal, Pierre V naît le 16 septembre 1837 à Lisbonne. Il a dix frères et sœurs, dont seulement quatre parviennent à l'âge de 20 ans : Louis, Marie-Anne, Antonia et Auguste. Il est élevé avec son frère Louis, son cadet d'un an. 
Son premier précepteur est le conseiller d'origine germanique et de confession luthérienne Carl Andreas Dietz (jadis tuteur de son père le roi Ferdinand) remercié à contre-cœur par la reine à la suite de son ingérence dans les affaires de politique nationale et en raison de sa religion. Ce conseiller intime des souverains était devenu leur éminence grise, mais était détesté des Portugais. La reine Marie regrette ce départ car Dietz a correctement éduqué ses deux fils aînés. À la suite du départ de Dietz en avril 1847, Pierre V est éduqué par le précepteur Louis Antoine d'Abreu et Lima, vicomte de Carreira. Le futur Pierre V bénéficie de l'expérience diplomatique de cet homme politique de premier plan au service de la cour de Portugal depuis 1805, participant au Congrès de Vienne de 1815 avant d'occuper diverses fonctions à Saint-Pétersbourg, La Haye, Londres et Paris. Carreira est assisté par Manuel Moreira Coelho afin de veiller sur la formation de l'héritier de la couronne qui devient polyglotte comme ses professeurs. 
Pierre V est également accompagné dans ses études par un entourage germanique comprenant le baron Wilhelm Ludwig von Eschwege, ingénieur et architecte qui a édifié le palais national de Pena, et le docteur Kessler, le médecin de la cour qui incite le prince à participer à des congrès de médecine à Lisbonne. Sa formation inclut également des cours d'histoire naturelle, de botanique, de dessin et de musique. Il partage son temps entre les diverses résidences royales de Mafra, Sintra, Vila Viçosa et effectue quelques séjours sporadiques au palais de Belém. Au point de vue de sa position, le roi écrit : « Nous savons tous que les rois sont des hommes comme les autres ; qu'ils ont des désirs, des passions et des défauts ; qu'ils ont les moyens naturels de satisfaire ces désirs, de céder à l'empire de ces passions, et de suivre le mauvais chemin de leurs défauts, mais il faut aussi se rappeler qu'il y a pour eux une loi morale beaucoup plus sévère que pour les autres, car plus la position est élevée, plus l'influence de l'exemple est grande. ».

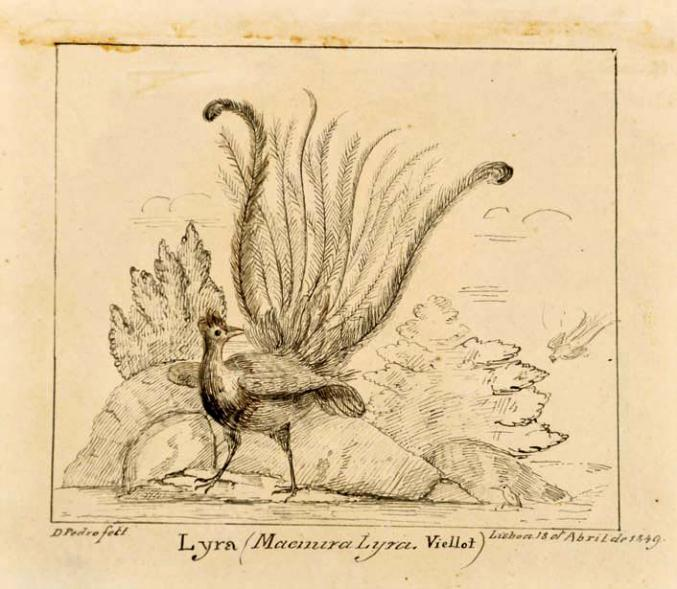
Dessin réalisé par le prince Pierre le 18 avril 1849.

Membre de la Maison de Bragance et par son père, membre de la Maison de Saxe-Cobourg-Gotha, il est un neveu de l'empereur Pierre II du Brésil et un petit-neveu du roi des Belges Léopold Ier qui a favorisé le mariage de ses parents. Pierre est également un proche cousin de la reine Victoria du Royaume-Uni et de son mari le prince-consort Albert avec lesquels Pierre V et son frère Louis font connaissance en 1854 au cours d'une première tournée européenne qui les mène ensuite à Bruxelles, puis à La Haye. En été 1855, Pierre V suivant l'exemple du roi des Belges se rend à Paris pour y rencontrer Napoléon III, légitimant le nouveau régime français. Accompagné par son frère Louis, Pierre poursuit sa nouvelle tournée en Europe en s'arrêtant à Bruxelles où le roi Léopold envisage un projet de mariage concernant Pierre avec sa fille la princesse Charlotte. Cependant, le roi de Portugal semble trop jeune pour s'engager.

### Règne

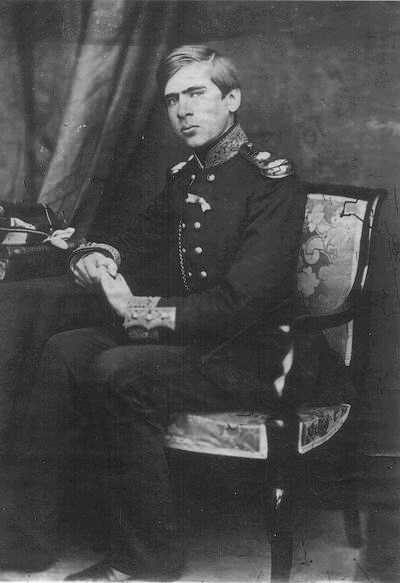
Le roi Pierre V.

Lorsque sa mère meurt en mettant au monde son onzième enfant, le 15 novembre 1853, Pierre devient roi à l'âge de 16 ans, d'abord sous la régence de son père l'ancien roi Jure uxoris ; puis à partir de ses dix-huit ans, le 16 septembre 1855, il devient roi à titre personnel.

#### Politique intérieure
La politique intérieure du Portugal sous le règne de Pierre V, monarque constitutionnel, est caractérisée par un calme relatif dû à l'expansion économique et à la prospérité des classes dirigeantes. Lorsqu'il parvient sur le trône en 1853, c'est le maréchal Saldanha qui dirige le gouvernement depuis 1851, auréolé par une longue carrière militaire, politique et diplomatique, il a été installé de force à la suite d'un triomphe à Lisbonne, en dépit de l'avis des parents de Pierre V. Il conserve ses fonctions de chef de cabinet jusqu'en juin 1856 et a permis d'assurer la stabilité du régime par le vote, le 5 juillet 1852, d'un acte additionnel à la Constitution de 1826. Pierre, encore prince héréditaire, avait prêté serment à la nouvelle Constitution trois jours après la publication de l'acte additionnel.
Depuis lors, l'alternance des partis favorise un consensus politique, assurant la régénération en facilitant les réformes proposées par le gouvernement, tout en atténuant les conflits entre l'aristocratie et la bourgeoisie. Les deux grands partis libéraux du centre droit (Régénérateurs) et du centre gauche (Historiques) se succèdent donc au pouvoir selon un système de rotation. Quant au mouvement migueliste, si offensif devant l'implacable fermeté de la reine Marie II, il accepte silencieusement l'arrivée au pouvoir de son fils Pierre V qui commence son règne dans une contrée pacifiée.
Le roi est confronté dès le début de son règne à plusieurs épidémies de choléra (entre 1853 et 1856). En 1856, le choléra tue près de 3 000 personnes à Lisbonne. L'année suivante, c'est la fièvre jaune qui atteint la capitale et cause la mort de près de 6 000 Lisboètes à l'automne 1857. Pierre V demeure auprès de son peuple durant ces épreuves et visite sans ostentation les hôpitaux en témoignant sa bienveillance. Le roi mande Kessler, le médecin de la cour, afin de tenter d'enrayer le phénomène. Ce dernier s'entoure des compétences de confrères étrangers. Le gouvernement ordonne à des experts d'étudier la réalisation de travaux de salubrité publique afin de juguler ces épidémies récurrentes ou, tout au moins, de diminuer leur virulence.
En 1857, un grave différend avec la France à propos du Mozambique affaiblit le gouvernement, à majorité issue du Parti historique, dirigé depuis 1856 par le marquis de Loullé. À la tête du cabinet ministériel, le comte de Vila-Flor lui succède de mars 1859 à avril 1860 et signe le retour du Parti régénérateur au pouvoir avant d'être remplacé par un autre « Régénérateur » Joaquim António de Aguiar qui préside le gouvernement durant un peu plus de deux mois, jusqu'en juillet 1860. Enfin, le marquis (devenu duc) de Loullé revient au pouvoir et le conserve jusqu'en avril 1865.
Les réformes initiées par Pierre V concernent de nombreux domaines. Il les expose notamment lors de son discours devant les chambres en novembre 1858. Elles regardent notamment les questions d'administration intérieure du pays, le développement des travaux publics, l'ouverture de voies accélérées de communication, l'amélioration du système des contributions, la réforme des douanes et de l'instruction publique, la répression des abus de l'émigration, la simplification des procédures judiciaires, le développement du crédit et la réforme électorale. À l'issue de son règne, le Portugal a vu la création d'une ligne de chemin de fer de près de 250 km reliant Lisbonne à Porto ; tandis que des bateaux à vapeur sillonnent le Tage, le Douro et le Minho. Dans le domaine des arts et des sciences dont le roi est féru, il favorise le développement de l'instruction publique. Il subventionne des cours littéraires supérieurs à Lisbonne. Quelques mois avant sa mort, il inaugure les travaux du palais de cristal de Porto, imitant celui qu'il avait vu à Londres.

#### Mariage

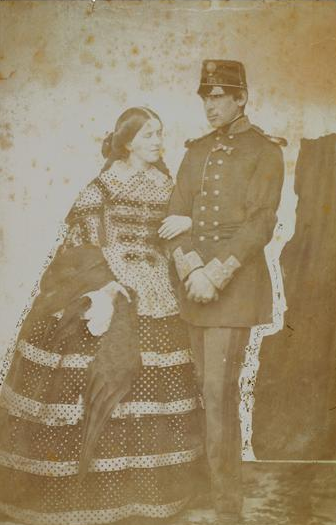
Pierre V et Stéphanie de Portugal vers 1858 par Wenceslau Cifka (1811-1884) (attribué à).

En 1856, alors que Charlotte de Belgique s'apprête à fêter ses seize ans, deux prétendants sollicitent sa main : le prince Georges de Saxe — rapidement évincé — et le roi Pierre V de Portugal. Ce dernier est le candidat favori de la reine Victoria et aussi du roi Léopold. Par choix personnel, et sous l'influence de sa gouvernante Denise d'Hulst affirmant qu'à la cour portugaise aucun prêtre ne la comprendrait, Charlotte décline l'offre de mariage avec le roi Pierre V. Charlotte est également soutenue dans son refus d'épouser Pierre par sa grand-mère maternelle la reine Marie-Amélie et choisit d'épouser l'archiduc Maximilien d'Autriche.
Après ce refus, et sur les conseils de la reine Victoria et de son mari, Pierre V épouse, sans jamais l'avoir rencontrée, lors d'un mariage par procuration le 29 avril 1858 à Berlin, la princesse Stéphanie de Hohenzollern-Sigmaringen, fille du prince Charles-Antoine de Hohenzollern-Sigmaringen et de la princesse Joséphine de Bade. Le mariage en personne est célébré le 18 mai 1858 à l'église Saint-Dominique de Lisbonne. Ils se marient quelques mois avant de fêter tous deux leur vingt-et-unième anniversaire. Ils passent leur lune de miel à Sintra. Dès les premiers instants, Pierre tombe sous le charme de sa femme qui est, elle aussi, comblée par son mari dont elle apprécie la réserve, le talent et la douceur.
À peine mariée, la jeune princesse allemande, devenue la reine « Estefania », s'implique dans les activités caritatives notamment en créant des hôpitaux. Elle s'attire l'amour et le respect de ses sujets. Au printemps 1859, elle tombe malade d'une angine mal soignée qui laisse place à la diphtérie qui l'emporte le 17 juillet 1859, dix mois après son mariage, sans avoir donné à la couronne l'héritier attendu. L'autopsie révèle que le mariage n'a pas été consommé. Veuf à l'âge de 22 ans, le roi ne se remarie pas. Il est question un moment qu'il épouse Marie de Hohenzollern-Sigmaringen, sœur cadette de Stéphanie, mais les parents Hohenzollern craignant de voir leur seconde fille s'établir, elle aussi, si loin d'eux tergiversent et le projet est abandonné. En septembre 1861, un autre projet matrimonial est évoqué avec la princesse Maria Pia, fille du roi Victor-Emmanuel II d'Italie, qui s'apprête à fêter ses 14 ans, mais sans concrétisation.
En hommage à sa défunte épouse, le roi fait appel, en 1860, sur les conseils du prince-consort britannique, à l'architecte Albert Jenkins Humbert afin de lui soumettre les plans d'une institution hospitalière moderne, selon les conceptions de Florence Nightingale : l'hôpital de Bemposta, à vocation pédiatrique qui porte à partir de son inauguration en 1877 le nom d'hôpital Dona Estefânia, toujours en service en 2020.

#### Situation extérieure

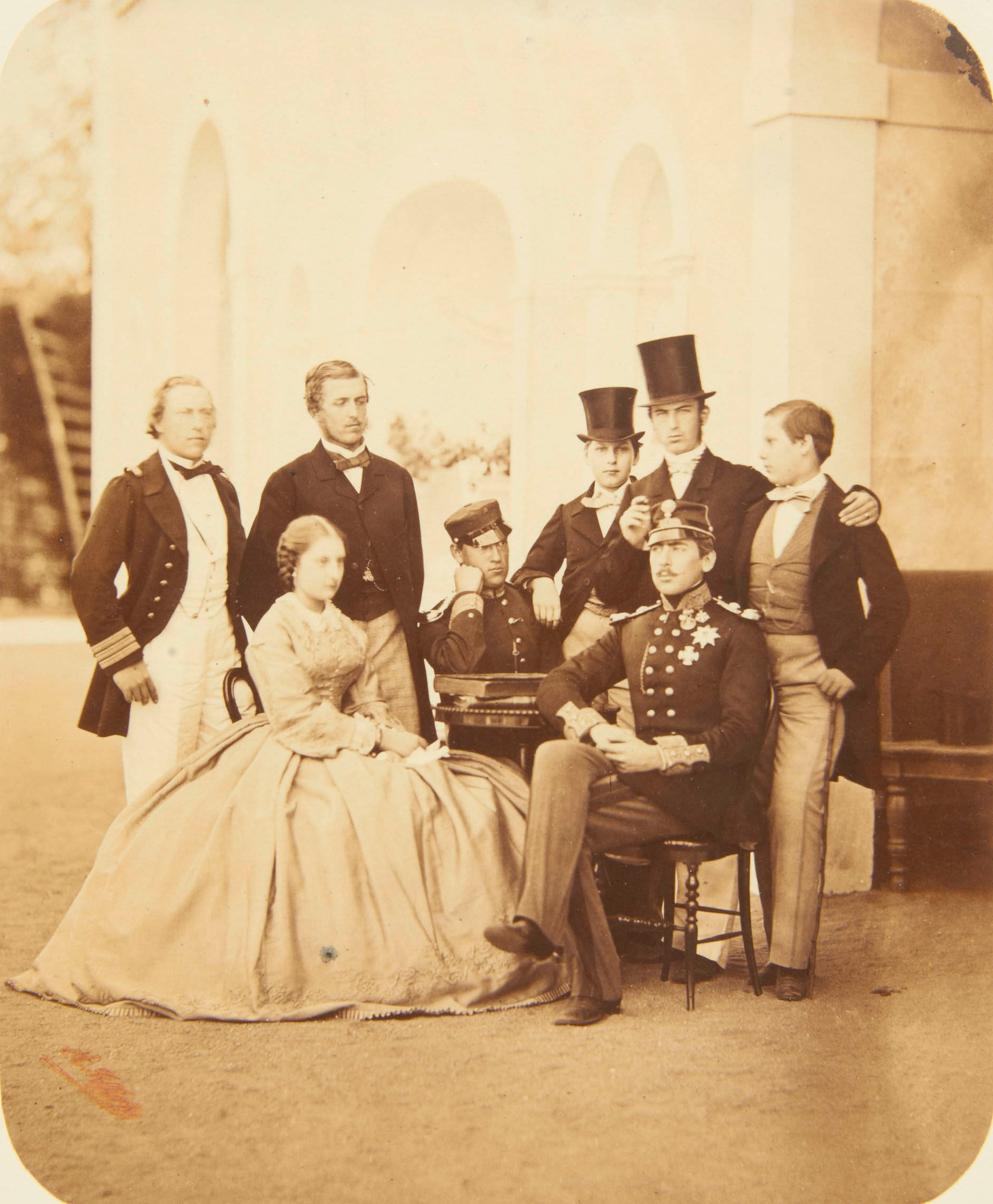
La famille royale portugaise photographiée en 1861 : debout : Louis duc d'Oporto, Léopold de Hohenzollern-Sigmaringen, Charles de Hohenzollern-Sigmaringen, Auguste de Portugal et Ferdinand de Portugal (1846-1861), assis : Antonia de Portugal, Jean de Portugal et Pierre V.

Sur le plan international, le Portugal bénéficie de la protection de la Grande-Bretagne. Le roi, à la tête d'une puissance maritime, est soucieux de favoriser le commerce avec les pays d'outremer. Déjà initié du temps où son père exerçait la régence et avait conclu des traités avec plusieurs pays d'Amérique du Sud, Pierre V étend jusqu'en Asie l'essor de son pays par un traité de navigation signé en 1859 avec le Siam. Quant aux relations avec Rome, elles sont pacifiées depuis qu'en 1857 a été signé un concordat réglant les droits de patronat de la cour portugaise sur les églises d'Orient. 
En 1855, lors d'une tournée des cours étrangères, le roi visite l'exposition universelle de Paris, car le régime du Second Empire commence à être reconnu en Europe. Cependant, deux ans plus tard, en novembre 1857, un incident majeur éclate entre le Portugal et la France. Il a pour cadre le Mozambique, colonie portugaise depuis le XVe siècle, où la marine portugaise a saisi le « Charles et Georges », un bâtiment français transportant 110 esclaves comoriens engagés pour le service des colonies. Le capitaine, Mathurin Rouquel, est emprisonné au Mozambique, tandis que les esclaves sont libérés par la marine royale portugaise, qui conduit le navire à Lisbonne, où il demeure immobilisé. Soutenu par le gouvernement britannique, Pierre V refuse durant de longs mois toute restitution et exige une enquête diligentée par le gouverneur-général du Mozambique, qui établit le caractère illégal de l'« enrôlement » des Comoriens. Irrité par cette attitude, le gouvernement français lance un nouvel ultimatum au Portugal le 7 octobre 1858, menaçant de rappeler le ministre plénipotentiaire et le consul à Paris. Le Portugal finit par restituer le navire le 25 octobre suivant et doit effectuer le paiement à la France d'une lourde indemnité de 349 000 francs. 
Ce différend a failli provoquer une rupture complète entre la France et le Portugal ; mais cette affaire incite Napoléon III à remettre en cause l'immigration africaine qu'il soutenait jusqu'ici. En janvier 1859, le prince Jérôme ordonne au gouverneur de La Réunion d'interdire tout recrutement de travailleurs, soit sur la côte orientale d'Afrique, soit à Madagascar, soit aux Comores. Les relations franco-portugaises sont rétablies et concrétisées par la participation de Pierre V et de son frère Louis aux fêtes que Napoléon III donne à Compiègne en 1861.

### Présidents du Conseil des ministres sous le règne dePierreV
- Parti régénérateur
- Parti historique

| Nom                         | Nom                         | Nom | Dates du mandat             | Dates du mandat             | Parti                       |                             |
| Monarchie constitutionnelle | Monarchie constitutionnelle | Monarchie constitutionnelle                                                                                | Monarchie constitutionnelle | Monarchie constitutionnelle | Monarchie constitutionnelle | Monarchie constitutionnelle |
| --------------------------- | --------------------------- | --- | --------------------------- | --------------------------- | --------------------------- | --------------------------- |
| 1                           |                             | José Francisco de Saldanha Oliveira e Daun, Marquis et Comte de Saldanha                                   | 1er mai 1851                | 6 juin 1856                 | Régénérateur                |                             |
| 2                           |                             | Nuno José Severo de Mendonça Rolim de Moura Barreto, Marquis de Loulé                                      | 6 juin 1856                 | 16 mars 1859                | Historique                  |                             |
| 3                           |                             | António José de Sousa Manoel de Menezes Severim de Noronha, Duc de Terceira, Marquis et Comte de Vila-Flor | 16 mars 1859                | 1er mai 1860                | Régénérateur                |                             |
| 4                           |                             | Joaquim António de Aguiar                                                                                  | 1er mai 1860                | 4 juillet 1860              | Régénérateur                |                             |
| 5                           |                             | Nuno José Severo de Mendonça Rolim de Moura Barreto, Duc de Loulé                                          | 4 juillet 1860              | 17 avril 1865               | Historique                  |                             |

### Mort et funérailles

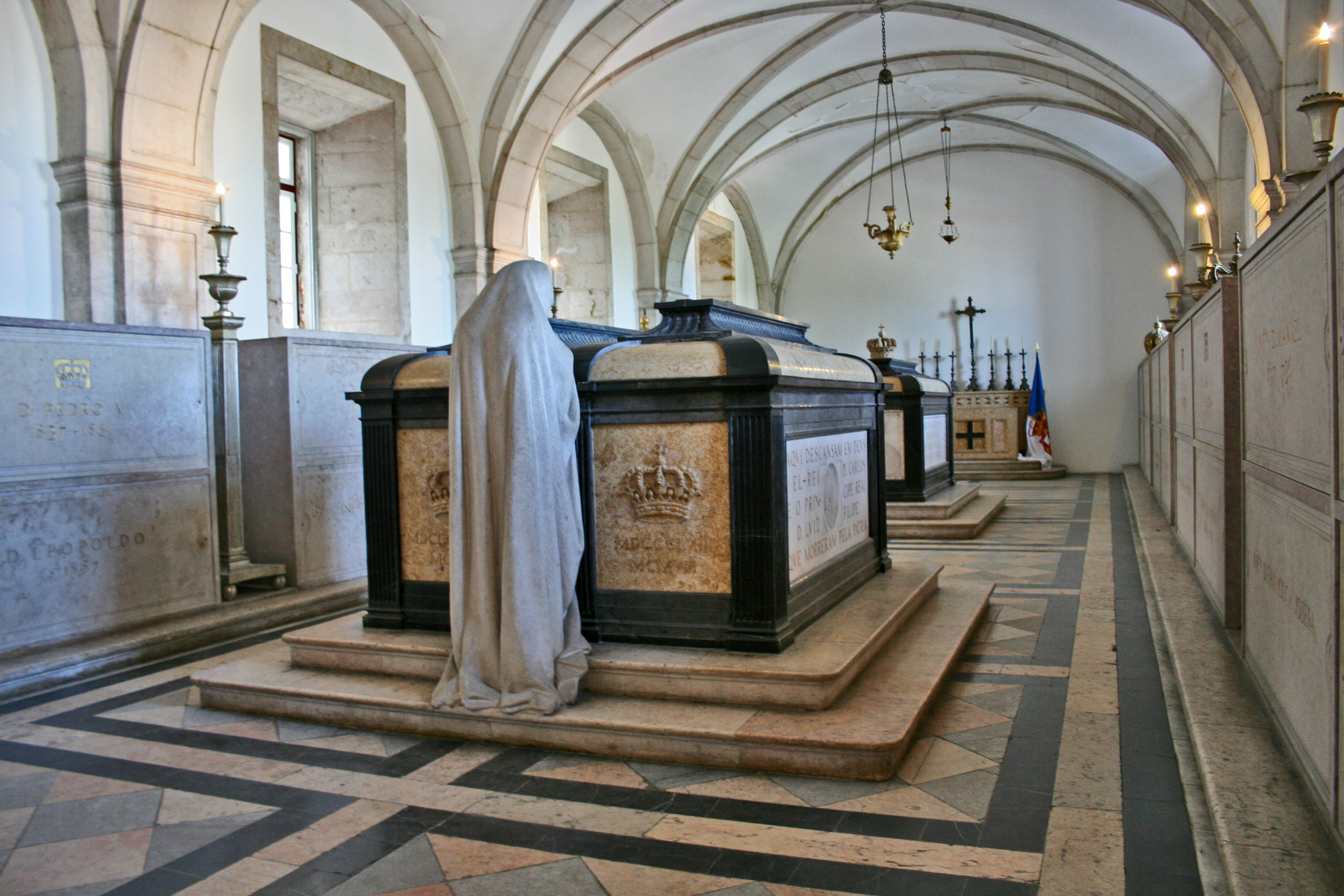
Tombeau de Pierre V au monastère de São Vicente de Fora.

Enclin à la mélancolie, renforcée par son veuvage prématuré, et en proie au doute au sujet de la situation de son royaume, le roi se juge en dessous de sa mission et suspecte son entourage politique de vouloir le trahir. Sa santé physique est fragile : il contracte une rougeole en novembre 1858. En septembre 1861, accompagné de deux de ses frères cadets (Ferdinand et Auguste), il se rend à Vila Viçosa pour s'y adonner à la chasse. Ferdinand tombe soudainement malade. Tous trois regagnent précipitamment Lisbonne, victimes de fièvres aiguës. Refusant de s'aliter, Pierre veille son frère Ferdinand qui meurt le 6 novembre à l'âge de 15 ans. Cinq jours plus tard, le roi Pierre meurt le 11 novembre 1861 à Lisbonne à l'âge de 24 ans, après moins de huit années de règne. 
Ses funérailles ont lieu le 16 novembre : 6 à 8 000 personnes suivent le cortège funèbre, tandis que presque tous les habitants de Lisbonne constituent une haie d'honneur ou se trouvent aux fenêtres des rues qu'il doit traverser. Le peuple avait envoyé une députation pour proposer de porter le corps du défunt, mais cet hommage n'a pas été retenu. Le cortège parti à 10 h du palácio das Necessidades ne parvient qu'à 15 h 30 au monastère Saint-Vincent hors-les-murs, où son corps est descendu après un service funèbre dans la nécropole des Bragance.
La maladie qui a atteint le roi, sans doute la fièvre typhoïde, emporte ensuite un autre de ses frères, Jean, le 27 décembre suivant. Son frère cadet lui succède sous le nom de Louis Ier de Portugal, alors qu'il ne voulait pas régner, mais se consacrer à sa carrière dans la marine.

## Titulature
- 16 septembre 1837 - 15 novembre 1853 : Son Altesse Royale le Prince royal de Portugal, duc de Bragance.
- 15 novembre 1853 - 11 novembre 1861 : Sa Majesté Très Fidèle le Roi de Portugal et des Algarves.

## Titre complet
Roi de Portugal et des Algarves, de chaque côté de la mer en Afrique, duc de Guinée et de la conquête, de la navigation et du commerce d'Éthiopie, d'Arabie, de Perse et d'Inde par la grâce de Dieu.

## Distinctions

### Ordres portugais
Grand maître des ordres suivants :
- Ordre militaire du Christ.
- Ordre de Saint-Benoit d'Aviz.
- Ordre de Sant'Iago de l'Épée.
- Ordre de la Tour et de l'Épée.
- Ordre de l'Immaculée Conception de Vila Viçosa.

### Ordres étrangers
- Grand-croix de l'ordre de Saint-Étienne (Autriche) (1854).
- Grand cordon de l’ordre de Léopold (Belgique) (1854).
- Grand-croix de l'ordre de la Croix du Sud (Brésil) (1855).
- Grand-croix de l'ordre de Saint-Ferdinand et du Mérite (Deux-Siciles) (1855).
- 975e Chevalier de l'ordre de la Toison d'or (Espagne (13 novembre 1846).
- Grand-croix de la Légion d'honneur de France.
- Croix d'honneur de 1re classe de l'ordre royal de la Maison de Hohenzollern.
- Grand-croix de l'ordre du Lion néerlandais (Pays-Bas) (1854).
- Chevalier de l'ordre de l'Aigle noir (Prusse).
- Chevalier de l'ordre de la Jarretière (Royaume-Uni (24 juin 1858).
- Chevalier de l'ordre de Saint-André (Russie) (13 mars 1856).
- Chevalier de l'ordre de Saint-Alexandre Nevski (Russie) (13 mars 1856).
- Chevalier de l'ordre de l'Aigle blanc (Russie) (13 mars 1856).
- Chevalier 1re classe de l'ordre de Sainte-Anne (Russie) (13 mars 1856).
- Chevalier de l'Annonciade (Sardaigne) (15 juillet 1855).
- Grand-croix l'ordre des Saints-Maurice-et-Lazare (Sardaigne) (1855).
- Chevalier de l'ordre de la Couronne de Rue (Saxe) (1854).
- Grand-croix de l'ordre de la Maison ernestine de Saxe (duché de Saxe-Cobourg et Gotha).
- Grand-croix de l'ordre du Faucon blanc (Saxe-Weimar) (1er août 1854).